# Стронціаніт
Стронціаніт (рос. стронцианит; англ. strontianite; нім. Strontianit m) — мінерал, карбонат стронцію острівної будови. За назвою міста Стронтіан (Шотландія), F.G.Sulzer, 1790.

## Опис
Хімічна формула: Sr[CO3]. Містить (%): SrO — 70,1; CO2 — 29,9. Як правило містить домішки Са (до 13 % СаО), Ва, Pb. Кристалічна структура типу арагоніту. Сингонія ромбічна. Ромбо-дипірамідальний вид. Форми виділень: зернисті, щільні і волокнисті агрегати, рідше кристали голчатого або призматичного вигляду. Густина 3,76. Тв. 3,5-3,75. Безбарвний, жовтий, зелений, сірий. Блиск скляний, смолистий. Злом нерівний до на пів-раковистого. Прозорий до напівпрозорого. Крихкий.

## Поширення
Зустрічається в гідротермальних родовищах разом з целестином, баритом, кальцитом, сульфідами та в екзогенних утвореннях (у вапняках, мергелях). Знахідки: Стронціан, граф. Аргайл (Шотландія), Вестфалія, Гарц (ФРН), Зальцбурґ (Австрія), Кавказ (РФ), Скохарі, шт. Нью-Йорк, Мад-Гіллс, шт. Каліфорнія (США). В Україні є в Криму.

## Різновиди
Розрізняють:
- стронціаніт баріїстий (суміш з баритом),
- стронціаніт кальціїстий (різновид, який містить до 13 % СаО).

Стронціаніт
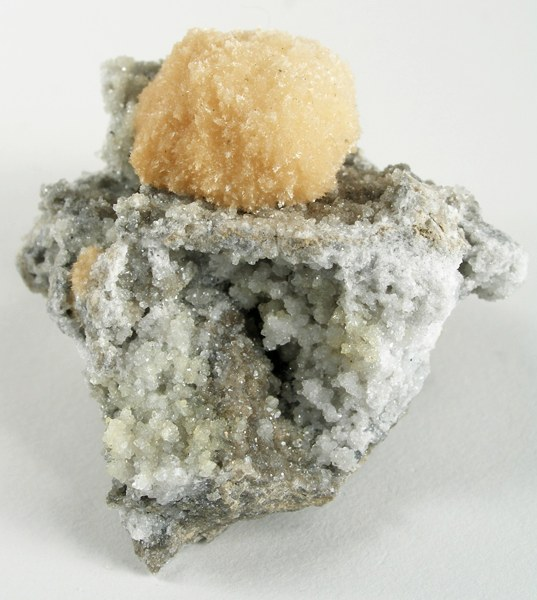
Радіальний агрегат
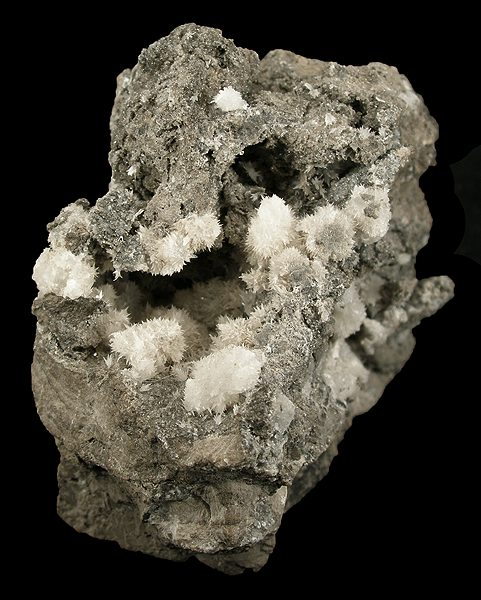
Сферичний агрегат
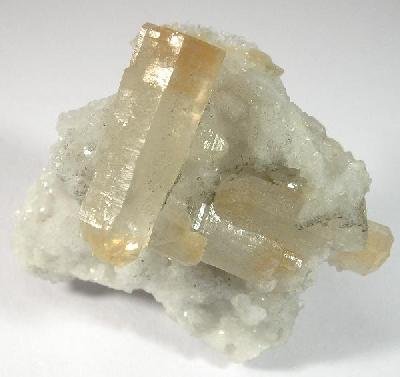
Псевдогексагональний кристал